# Mejoyolosari
Mejoyolosari is een bestuurslaag in het regentschap Jombang van de provincie Oost-Java, Indonesië. Mejoyolosari telt 3149 inwoners (volkstelling 2010).